# Hermann Wohlenberg

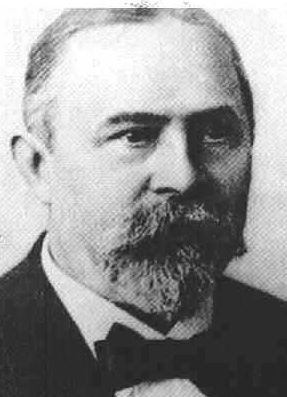
Hermann Wohlenberg

Hermann Wohlenberg (* 1. Januar 1845 in Hannover-Linden; † 1. Januar 1906 in Hannover) war ein deutscher Fabrikant.

## Werdegang
Er erlernte das Schlosserhandwerk bei seinem Vater, Johann Karl Wohlenberg (* 31. Januar 1814 in Hannover-Linden; † 29. Juni 1887 in Hannover), der schon Mitte des 19. Jahrhunderts unter großen technischen Schwierigkeiten mit einfachen Mitteln Drehbänke baute. Daher war er schon früh am Bau von Werkzeugmaschinen interessiert. Als Geselle erwarb er in England umfangreiche praktische und theoretische Kenntnisse. Im Jahr 1872 gründet er am Lister Platz in Hannover eine mechanische Werkstatt zur Herstellung von Werkzeugmaschinen, die Drehbankfabrik und Eisengießerei H. Wohlenberg KG. Überzeugt davon, dass Höchstleistungen nur durch Spezialisierung zu erreichen seien, konzentrierte er sich ab 1890 auf die Produktion von Drehbänken. Er verschaffte seinen »Wohlenberg-Drehbänken« durch seine damals bahnbrechenden, patentierten Erfindungen und Konstruktionen vielfache Anerkennung. Seine Fabrik belieferte Maschinenfabriken und Eisenbahnwerkstätten weltweit. Im Jahr 1891 gründete er zwecks Wahrnehmung gemeinsamer Interessenvertretung mit elf weiteren Unternehmen den »Verein Deutscher Werkzeugmaschinenfabriken« (VDW). Nach Einrichtung einer eigenen Gießerei im Jahre 1904 hatte das Unternehmen insgesamt 350 Beschäftigte. Von 1872 bis zum Umzug in den Neubau nach Brink im Jahre 1929 wurden insgesamt 13.700 Maschinen ausgeliefert.

### Nach dem Tode H. Wohlenbergs
1929 wurde auf 90.000 Quadratmetern vor den Toren der Stadt in Langenhagen ein modernes Werk gebaut (Lage). Ab 1949 wurde das Produktionsprogramm auf Papierschneidemaschinen ausgeweitet. Im Jahr 1989 wurde das weltweit operierende, bis zu diesem Zeitpunkt von der 4. Generation geführte und im Familienbesitz befindliche Unternehmen verkauft. Die Wohlenberg Werkzeugmaschinen GmbH befindet sich seit 2005 im Besitz der Shanghai Electric Group.
1955 erfolgte die Umbenennung der Brinker Hafenstraße in Wohlenbergstraße.
Das Familiengrab befindet sich auf dem Engesohder Friedhof.

## Familie
Hermann Wohlenberg war
- der Sohn des Schlossermeisters Johann Karl Wohlenberg (* 31. Januar 1814 in Hannover-Linden; † 29. Juni 1887 in Hannover).

Vater von
- Clara Wohlenberg (* 28. April 1879 in Hannover, † 21. April 1965 ebenda). Sie war in zweiter Ehe verheiratet mit dem Ingenieur und späteren Wohlenberg-Gesellschafter Hans Werner.
- Martha Wohlenberg (* 23. Januar 1881, † 30. April 1959). Sie war verheiratet mit Dr. Carl Reuther (1876 – 1919) Kommerzienrat und Mitgesellschafter der Metallwerke Bopp & Reuter GmbH Mannheim, der am 25. Februar 1919 während der Arbeiterunruhen in Mannheim durch den mehrfach vorbestraften Friedrich Georgi ermordet wurde. Zudem verband Martha Wohlenberg seit Kindheitstagen eine lebenslang währende tiefe Freundschaft zu der ebenfalls aus Hannover stammenden Ausdruckstänzerin Mary Wigman.